# UFC 194
UFC 194: Aldo vs. McGregor — событие организации смешанных боевых искусств Ultimate Fighting Championship, которое прошло 12 декабря 2015 года на спортивной арене MGM Grand в городе Лас-Вегас, штат Невада, США. Главным событием этого вечера и всего 2015 года стал бой Жозе Альдо и Конора Макгрегора.

## Положение до турнира

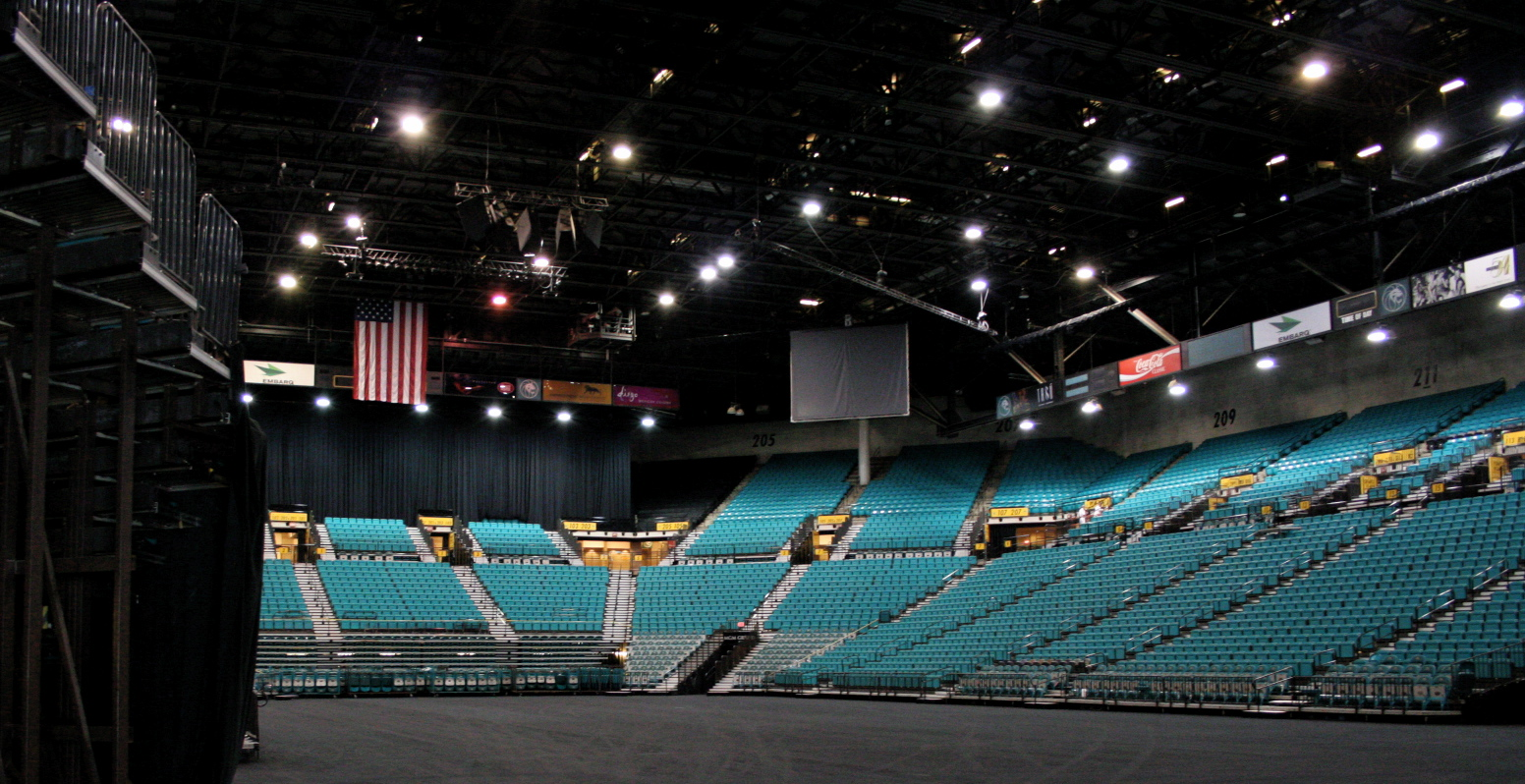
MGM Grand Garden Arena

Изначально это событие должно было пройти 5 декабря, однако на MGM Grand уже был запланирован концерт Андреа Бочелли. UFC искали другое место проведения, но в итоге Дэйна Уайт сообщил что мероприятие пройдёт там же где и предполагалось ранее, на MGM Grand, только на неделю позже.
Главный бой вечера Жозе Алду против Конора Макгрегора изначально должен был пройти на UFC 189, однако в связи с травмой ребра у Жозе Алду, бой перенесли на неопределённый срок. Вместо него Конор Макгрегор дрался с Чедом Мендесом за титул временного чемпиона и победил его. Это был зрелищный бой, в котором Конор Макгрегор одержал верх техническим нокаутом во 2-м раунде. После боя были разные оправдания: Чед Мендес пытался оправдаться, говоря, что он узнал своего соперника всего за неделю до боя. Однако, это не повлияло на скопившуюся толпу болельщиков ирландского бойца. За этот бой МакГрегор получил в два раза больше чем Чед Мендес. То есть, если Чед получил 520,000$ то Конор получил около 1 млн $.
Что касается главного боя между Жозе Алду и Конором Макгрегором, этот бой не оправдал ожиданий миллионов зрителей Ultimate Fighting Championship тем, что продлился всего 13 секунд. На 13 секунде Конор нокаутировал экс-чемпиона, что не удавалось никому на протяжении 10 лет. Смотря этот бой, было видно, что Жозе нервничал и кинулся на Конора с большого расстояния. Причиной тому стал трэштокинг Конора Макгрегора на пресс-конференциях: ирландец выливал на чемпиона грязь, делал предсказания на этот бой в свою пользу, даже сказал, что он нокаутирует Жозе в 1-м раунде, а его тренер вовсе сказал, что ему достаточно 60 секунд. В конечном итоге, он смог залезть в голову Жозе, заставить его нервничать и сделать роковую ошибку. Что удивительно, все предсказания сбылись, за что он попросил называть его «Мистическим Маком».
За бой с Жозе Конор получил 590000$, а также 40000$ от компании Reebok за то, что он дрался в трусах этой компании. Также он получил 3-5$ c каждой проданной единицы PPV. Сам турнир разошёлся тиражом в диапазоне 1 млн-1,5 млн PPV, то есть в худшем случае новый чемпион сделал на этом матче 3 млн — 4,5 млн $, в лучшем — от 5 млн до 7,5 млн $. Таким образом, если взять наиболее оптимистический сценарий, МакГрегор заработал примерно 623,000$ за каждую секунду схватки с Алду.
Вторым главным событием вечера был бой за титул чемпиона UFC в среднем весе между непобедимым Крисом Вайдманом и бывшим чемпионом Strikeforce в среднем весе Люком Рокхолдом. Люк Рокхолд смог одержать победу техническим нокаутом в четвёртом раунде. Этот бой проходил с минимальным преимуществом претендента, но в третьем раунде, после ошибки в атаке Вайдмана, Люк Рокхолд перевёл его в партер и там начал избивать его локтями. Лишь гонг спас экс-Чемпиона. В четвёртом раунде Люк Рокхолд снова перевёл своего соперника в партер и продолжил избивать, в этот раз рефери вынужден был остановить бой.
Бой между Йоэлем Ромеро и Роналду Соуза изначально должен был пройти на UFC 184, однако позже был перенесён на UFC on Fox: Machida vs. Rockhold. Первый раз был перенесён в связи с пневмонией у Соузы, а во второй раз из-за проблем с коленом у Ромеро.
Мишель Уотерсон выбыла из боя с Тесией Торрес по причине травмы. Заменил её новичок UFC Джоселин Джонс-Либаргер.

## Бои
| Категория                            |                         |      |                         | Способ                                               | Раунд | Время |
| Основные бои                         |                         |      |                         |                                                      |       |       |
| Полулёгкий веc                       | Конор Макгрегор (вр. ч) | поб. | Жозе Алду (ч)           | Нокаут (удар)                                        | 1     | 0:13  |
| Средний веc                          | Люк Рокхолд             | поб. | Крис Вайдман (ч)        | Технический нокаут (удары)                           | 4     | 3:12  |
| Средний вес                          | Йоэль Ромеро            | поб. | Роналду Соуза           | Раздельное решение (29-27, 28-29, 29-28)             | 3     | 5:00  |
| Полусредний вес                      | Демиан Майя             | поб. | Гуннар Нельсон          | Единогласное решение (30-26, 30-25, 30-25)           | 3     | 5:00  |
| Полулёгкий вес                       | Макс Холлоуэй           | поб. | Джереми Стивенс         | Единогласное решение (30-27, 30-27, 29-28)           | 3     | 5:00  |
| Предварительные бои (Fox Sports 1)   |                         |      |                         |                                                      |       |       |
| Легчайший вес                        | Юрайя Фейбер            | поб. | Фрэнки Саэнс            | Единогласное решение (29-28, 29-28, 30-27)           | 3     | 5:00  |
| Женский наилегчайший вес             | Тесия Торрес            | поб. | Джоселин Джонс-Либаргер | Единогласное решение (30-27, 30-27, 30-27)           | 3     | 5:00  |
| Полусредний вес                      | Варлей Алвис            | поб. | Колби Ковингтон         | Удушающий приём (гильотина)                          | 1     | 2:26  |
| Лёгкий вес                           | Леонарду Сантус         | поб. | Кевин Ли                | Технический нокаут (удары)                           | 1     | 3:26  |
| Предварительные бои (UFC Fight Pass) |                         |      |                         |                                                      |       |       |
| Лёгкий вес                           | Магомед Мустафаев       | поб. | Джо Проктор             | Технический нокаут (удары коленом в голову и руками) | 1     | 1:54  |
| Лёгкий вес                           | Янси Медейрос           | поб. | Джон Макдесси           | Раздельное решение (29-28, 28-29, 29-28)             | 3     | 5:00  |
| Полусредний вес                      | Курт Макги              | поб. | Марсиу Алешандри        | Единогласное решение (30-27, 29-28, 29-28)           | 3     | 5:00  |

## Награды
Следующие бойцы получили бонусные выплаты в размере $50 000:
- Лучший бой вечера: Люк Рокхолд против Криса Вайдмана

- Выступление вечера: Конор Макгрегор и Леонардо Сантос